# Only the Sound Remains
Personnages
- 1e partie : Tsunemasa et Gyokei
- 2e partie : une nymphe et Hakuryo

Only the Sound Remains est une œuvre vocale inspirée du nô de la compositrice finlandaise Kaija Saariaho, créée en 2016 à Amsterdam. Les deux parties de l'histoire mettent en scène une rencontre entre un être surnaturel et un humain, tirant ses sources de la mythologie japonaise.

## Historique

### Genèse
Le metteur en scène et collaborateur régulier de la compositrice, Peter Sellars, qui a travaillé avec elle sur la mise en scène de cet opéra pour la création et ses reprises, avait déjà monté un projet de Tsunemasa en 1986 et a été l'instigateur de ce projet.
Only the Sound Remains est une commande conjointe de l'Opéra national des Pays-Bas, de l'Opéra national de Finlande, de l'Opéra de Paris, du Teatro Real de Madrid et de la Canadian Opera Company. Il est composé durant l'année 2015.

### Création
L'opéra est créé le 15 mars 2016 à l'Opéra national des Pays-Bas à Amsterdam pour six représentations. Dirigés par André de Ridder, les solistes sont le contreténor français Philippe Jaroussky (pour ses débuts dans la musique contemporaine) et le baryton Davóne Tines. La mise en scène est assurée par Peter Sellars, les décors par Julie Mehretu, les costumes par Robby Duiveman, Nora Kimball pour la chorégraphie. Les musiciens sont Eija Kankaaranta au kantele, Camilla Hoitenga à la flûte et Niek KleinJan à la percussion. On y retrouve également en fosse le quatuor vocal Theater of Voices et celui de chambre, le Quatuor Meta4.
L'orchestre et les solistes sont suivis par un dispositif numérique mis en place par la compositrice pour renforcer la présence, spatialiser et moduler les sons qu'ils émettent. La mise en scène, particulièrement épurée, présente l'action sur une très petite surface de la scène. Le décor, quasi-unique durant toute la pièce, est un grand kakemono gris-beige raturé peint par l'artiste américaine Julie Mehretu.
La production est par la suite reprise plusieurs fois : en avril 2017 à Helsinki à l'Opéra national de Finlande avec le contreténor Anthony Roth Costanzo ; à partir du 23 janvier 2018 au Opéra Garnier à Paris en création française, sous la direction du chef d'orchestre espagnol Ernest Martínez Izquierdo ; la même année au Teatro Real de Madrid dirigé par Ivor Bolton et à New York au Lincoln Center avec Ernest Martínez Izquierdo pour le White Light Festival. Lors de la création, une représentation est captée en audio et en vidéo, et un DVD est publié par Warner Music en 2017.

### Nouvelle production (2021)
En 2021, une nouvelle production est donnée à Tokyo au Bunka Kaikan, sous la direction de Clément Mao-Takacs avec le contreténor polonais Michał Slawecki, le baryton Bryan Murray et Moriyama Kaiji à la danse, dans une mise en scène et scénographie d'Aleksi Barrière. Les décors se rapprochent, dans cette production réalisée avec une équipe en partie japonaise, davantage du théâtre nô, mettant en espace des panneaux peints de calligraphie et projetés d'ombres. Cette production est reprise la même année en Italie au Teatro Malibran pour la Biennale de Venise, puis en 2022 lors de la quarantième édition du Festival Musica à Strasbourg, au Théâtre du Maillon, dirigé par Ernest Martínez Izquierdo ; Kaija Saariaho y est invitée d'honneur. Cette production est qualifiée par la critique de « vraie deuxième vie pour ce bel opéra ». La presse critique se dit « séduit[e], captivé[e] par cette production d’une grande cohérence dont la musique pénètre l’esprit et la forme à travers ses textures miroitantes et le pouvoir mystérieux de son timbre ». 

## Description
L'ouvrage, qui adopte la forme de l'opéra, est d'une durée approximative de deux heures et le livret est écrit en langue anglaise, prévu pour un contreténor et un baryton-basse. Le récit, bipartite, agrège deux courts opéras inspirés du théâtre japonais nô du XIVe siècle par Zeami : Tsunemasa (Always Strong), et Hagoromo (Feather Mantle), basés sur les adaptations de l'américain du début du XXe siècle Ezra Pound, avec Ernest Fenollosa. Cet ouvrage explore les particularités de l'instrument traditionnel finlandais, le kantele, notamment pour ses similitudes avec le koto japonais, mais n'intègre pas la langue japonaise traditionnelle pour le théâtre du nô.

### Résumé
Mort violemment au combat, Tsunemasa réapparaît, intranquille, à la cour : son esprit est privé du bonheur de jouer le luth dont il savait tirer des sons enchanteurs. Un moine, Gyokei, qui prie sur sa tombe, convoque son spectre afin qu'il puisse en jouer de nouveau.
Dans Le Manteau de plumes, un pêcheur, Hakuryo, veut s’approprier le vêtement qu’il trouve suspendu à une branche. Une jeune nymphe lui demande alors sa restitution afin de regagner les cieux. Elle promet en échange l’offrande d’une danse.

### Orchestration
- Voix : contreténor (l'esprit et l'ange), baryton-basse (le prêtre et le pécheur), chœur mixte ;
- vents : flûte (aussi flûte alto, flûte basse) ;
- percussions, cithare (kantele) ;
- cordes : deux violons, alto et violoncelle.

## Analyse
Le titre de l'opéra (« Seul le son demeure ») fait référence à la présence de la musique dans les deux histoires, un joueur de luth et la danse de la nymphe, ainsi qu'à sa survivance face à la disparition de leur propriétaire : l'impossibilité de jouer de son instrument car dans l'autre monde et le caractère éphémère de la rencontre avec la déesse des eaux dont seul reste l'écho de leur musique.
Statique, l'opéra, s'inspirant du nô, intègre cette particularité stylistique dans sa structure : il privilégie ainsi l'expression hiératique et codifiée, provoquent un flottement et une tension interne à l'œuvre malgré un enjeu dramatique limité. Le chœur de voix et son traitement dans l'ouvrage rappellent son utilisation dans les tragédies antiques, intégrant une mise en abîme spatiale et temporelle, et accompagnant les solistes tout le long de la partition.